# Paranthus crassa
Paranthus crassa är en havsanemonart som först beskrevs av Oscar Henrik Carlgren 1899.  Paranthus crassa ingår i släktet Paranthus och familjen Actinostolidae. Inga underarter finns listade i Catalogue of Life.